# Duna World
A Duna World a Duna Médiaszolgáltató nemzetközi csatornája, amely műsorát a világban szétszóródott magyarság számára sugározza. Tulajdonosa a Közszolgálati Közalapítvány. Műsorideje hétköznapokon 24 órás, hétvégén 16 órás: ekkor 00:00-tól 14:00-ig, valamint 22:00-től 24:00-ig fogható, a további műsoridőben az M4 Sport+ műsora látható.
A csatorna reklámidejét az Atmedia értékesíti.

## Célkitűzés
Elsődleges feladata az anyaországi és a határain túl élő magyarság tájékoztatása és szórakoztatása. A csatorna indulásának hátterében az állt, hogy a tengeren túli nézők nem voltak megelégedve a Duna 2 elsősorban kulturális műsoraival, aminek pl. a Kívánságkosár c. műsorban többször hangot is adtak. Értéket és hagyományt közvetítő közszolgálati műsorokat közvetít, amelynek elsődleges célja a tengerentúli és a Kárpát-medencében élő magyarság tájékoztatása, igényes szórakoztatása. A magyar közmédia átalakításával a csatorna is egyedi műsorkínálattal áll elő: a nézők a korábbi Duna Autonómia csatorna műsorainál sokkal bővebb áttekintést kapnak a magyar közszolgálati csatornák (Duna Televízió, M1, M2) közéleti, szórakoztató, ismeretterjesztő és kulturális műsorainak válogatásából.

## Története

### Előkészületek
A Duna Televízió elnöke 2005 áprilisában jelentette be, hogy egy új adó indítását tervezik; a menedzsment augusztus elején nyújtotta be az Autonómia elnevezésű, kisebbségekkel foglalkozó műholdas csatorna dokumentációját az ORTT-hez. Az előzetes tervek szerint a csatorna 2005 karácsonyán indult volna. A társaság azonban visszavonta az Országos Rádió és Televízió Testülethez (ORTT) benyújtott nyilvántartásba vételi kérelmét, nehogy a médiahatóság a hiányzó adatok folytán visszautasítsa azt. A dokumentációból egyetlen irat hiányzott: ez a médiumot felügyelő Hungária Televízió Közalapítvány kuratóriumának döntése, amellyel hozzájárul az új csatorna indításához.

### Duna II Autonómia
Az első adás 2006. április 16-án, 16 órakor, Húsvét vasárnapján indult. A Duna II Autonómia megszületését a határokon túl élő magyarság iránt érzett felelősségvállalás kezdeményezte, amely a Duna Televízió addig elmúlt tizennégy éves működését is meghatározza. Ez a tematikus csatorna elsősorban a nemzeti- és etnikai kisebbségek működését, az ott élő emberek életét, sorsát követte nyomon, kulturális, gazdasági, politikai és társadalmi vonatkozásait is bemutatva. A filmek mellett a hír-, szolgáltató- és magazinműsorok, valamint a kerekasztal-beszélgetések is helyet kaptak.
A Szlovák Nemzeti Párt ellenérzésekkel fogadta a csatornát, főképp a neve miatt. A magyarellenes kirohanásairól elhíresült parlamenten kívüli párt különösen sérelmesnek tartotta, hogy az új tévécsatorna az Autonómia nevet kapta. A Szlovák Nemzeti Párt azt is sérelmezte, hogy Jézus Krisztus feltámadásának ünnepére időzítették az autonómia csatorna beindítását, s párhuzamot vontak Nagy-Magyarország ideájának feltámasztásával.
A csatorna eleinte műsorait csak 16:00-kor kezdte és 00:00-kor fejezte be, ennek az időszaknak 2006. május 22-én lett vége, amikortól adásait már reggel 7-től kezdte. 2009 tavaszától a Duna II Autonómia bevezette a teletext-feliratozást, kezdetben a 444. oldalon. Logó- és arculatváltása 2009. október 14-én volt, egy hónappal a Duna arculatváltása után.

### Duna 2
Az előzetes tervek szerint 2011. október 3-án a csatornát átnevezték volna dunART-ra, és művészeti, kulturális csatorna lett volna. A hír a debreceni virágkarnevál közvetítésén hangzott el Ókovács Szilveszter, a Duna TV Zrt. akkori vezérigazgatójának szájából, azonban nem dunART lett a csatorna neve, hanem Duna 2 néven sugárzott tovább, mint kulturális csatorna, amely már HD minőségben sugárzott. Ebben a korszakban a teletext feliratozás átkerült a 379. oldalra. Három hónapot élt a Duna II Autonómia helyén indult Duna 2, majd 2012-től Duna World, de az ambiciózus tervekkel ellentétben nem kulturális csatorna lett, hanem az MTVA más csatornáinak (M1, M2, Duna) műsorait ismétli.

### Duna World
A csatorna jelenlegi nevét 2012. január 1-jén vette fel. Az év márciusától a teletext feliratozás visszakerült a 444. oldalra. 2012. július 27-én a többi MTVA-csatornával együtt logót és arculatot váltott. 2013. november 21-től műsora világszerte kódolatlanul (FTA) érhető el. 2015. május 27-től a többi MTVA-csatornával együtt a bal felső sarokban lévő on-screen logóban szereplő hullámok türkizkékről fehérre változtak. 2015. július 1-jén, az M4 Sport indulásának előzményeként a teletext feliratozás átkerült a 444-ről az 555. oldalra.
2020. szeptember 12-től az M4 Sport+ indulása miatt a hétvégi adásidő 16 órára csökkent (0-14, 22-24).
2022. január 22-én a Duna új arculatot kapott, amit a Duna World is átvett.
2024. július 26-án 05:00 és augusztus 12-én 05:00 között szüneteltették a Duna World műsorát, így az olimpiai közvetítések miatt csak az M4 Sport+ műsorait láthatták a nézők az adott időszakban.

### Logói

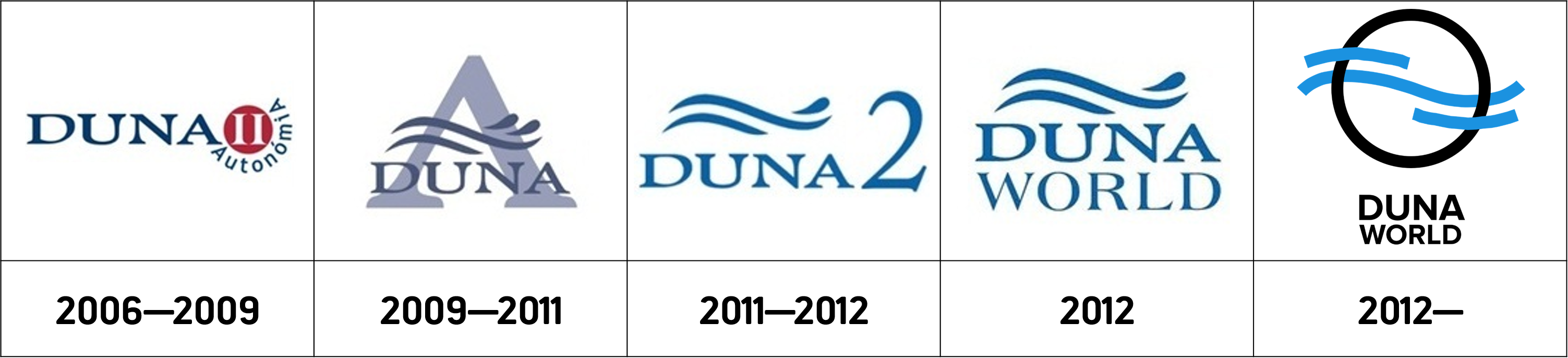
A Duna World logói 2006 óta

## A Duna World műsorai
A csatorna napi nyolc órában, közép-európai idő szerint délután négytől éjfélig sugározott műsort, később adásait már reggel 7-től kezdte sugározni, majd a nap 24 órájában fogható lett. Ettől kezdve az amerikai és ausztrál sugárzásban felváltotta a Duna Televízió 1-es csatornáját. Az Autonómia ABC alapvető információkkal tájékoztatott az autonómia fogalmát illetően; a Magánvélemény az utca emberét, a Tiszta hang pedig a gyerekeket szólította meg, ahol ki-ki saját meglátását osztja meg velünk a világ dolgairól. A Duna Televízió adásából jól ismert Világunk című integrációs magazinnal hétköznaponként 16.30-tól jelentkezett. Ezt követte az Agora közéleti műsor, amely a társadalmi párbeszéd nyilvánossága érdekében készült, a következő témákkal: ifjúság, gazdaság, kisebbségi kultúra, politika, egészségügy és oktatás. Az új műsorszerkezetben kiemelt helyen szerepelnek az interaktív élő adások, például az MTV Ma reggel című közéleti magazinja, valamint a Duna TV Kívánságkosár című szórakoztató műsora. A Ma reggel című műsort így már a négy közszolgálati adóból három közvetíti egy időben. A helyi idő szerinti esti időszakban magyar nyelvű sorozatok, nagy sikerű klasszikus tévéfilmek, régi magyar filmek, színházközvetítések, valamint szórakoztató műsorok láthatóak a Duna Worldön.

## Duna World Rádió

A Duna World Rádió logója

A  Duna Televízió 2012. február 27-én indította el a Duna World-ön alapuló műholdas rádióját a Duna World Rádiót. A tengeren túli sugárzásban felváltotta az Kossuth Rádiót. A rádióadó csak műholdról, illetve az interneten volt elérhető, sem közép-, sem ultrarövidhullámú frekvenciája nem volt. Naponta 8 óra szerkesztett műsorban tájékoztatta, és szórakoztatta a határon túli magyarokat, amely 24 órán belül háromszor került megismétlésre, de megtalálhatóak voltak a Kossuth- és a Bartók Rádió egyes műsorai is. A rádió 2024. június 13-ig üzemelt.

## A megújult csatorna fogadtatása
Egy küldöttség 2012 márciusában felmérte az Amerikai Egyesült Államokban és Kanadában az új csatorna megjelenését. A delegáció tagjai, Dobos Menyhért, a Duna Televízió vezérigazgatója, Balogh László, a Közszolgálati Közalapítvány Kuratóriumának elnöke, Kránitz László, a kuratórium tagja és Kántor Eszter, az adó nemzetközi kapcsolatok osztályának vezetője Los Angelesben és New Yorkban vettek részt közönségtalálkozón, és rendezvényt tartanak Torontóban is. A helyszíneken számos érdeklődő és több órás beszélgetés várta őket.

## Vételi paraméterek
A csatorna műsora Európában kódolatlanul az Eutelsat 9A műholdról érhető el. Itt fogható a magyar közmédia összes műsora SD és HD minőségben, valamint a Magyar Rádió öt műsora, a Duna World Rádió és a Magyar Katolikus Rádió is. Magyarországon mindegyik műholdas, IPTV és kábelszolgáltató kínálatában megtalálható, valamint kódolatlanul elérhető a MinDig TV szolgáltatás keretein belül is. A tengerentúli nézők a csatornát a Galaxy 25, NSS 806 és az Optus D2 műholdakon érhetik el (részben előfizetéses rendszerben). A kanadai nézők IPTV-n keresztül a Duna World mellett az M1, M2, RTL, TV2, RTL Három, Hír TV, SuperTV2 és TV2 Klub műsorait is nézhetik az EuroTV szolgáltatásában.
A Duna World és Duna World Rádió vételi paraméterei 2013. november 21-én megváltoztak, november 30-a óta csak az új paraméterekkel elérhető a műsor.
| Ország                  | Műhold                     | Frekvencia   | Polarizáció    | Szimbólumsebesség | FEC érték | Moduláció          | Képtömörítés     | Hang             | Szolgáltató/Titkosítás                          |
| ----------------------- | -------------------------- | ------------ | -------------- | ----------------- | --------- | ------------------ | ---------------- | ---------------- | ----------------------------------------------- |
| Európa (SD)             | Thor 6 Nyugati 1 fok       | 11765,84 MHz | Vertikális     | 28000 MS/s        | FEC 7/8   | DVB-S, QPSK        | MPEG-2 SD        | MPEG LAYER II    | M7 Group - Conax CryptoWorks Irdeto Nagravision |
| Európa (HD)             | Eutelsat 9A Keleti 9 fok   | 11957,64 MHz | V (függőleges) | 27500 MS/s        | FEC 2/3   | MCPC, 8PSK, DVB-S2 | MPEG-4 H.264 AVC | AC3, AAC         | MTVA - FTA                                      |
| Észak- és Dél-Amerika   | Intelsat 21 Nyugati 58 fok | 3840 MHz     | vertical       | 27690 MS/s        | FEC 7/8   | DVB-S, QPSK        | nincs információ | nincs információ | RRsat Global Communications Network - FTA       |
| Észak-Amerika           | Galaxy 25 Nyugati 97 fok   | 11966 MHz    | horizontal     | 22000 MS/s        | FEC 3/4   | DVB-S, QPSK        | nincs információ | nincs információ | RRsat Global Communications Network - FTA       |
| Ausztrália és Új-Zéland | Optus D2 Keleti 152 fok    | 12608 MHz    | horizontal     | 22500 MS/s        | FEC 3/4   | DVB-S, QPSK        | nincs információ | nincs információ | RRsat Global Communications Network - FTA       |